# محطة هالام للطاقة النووية

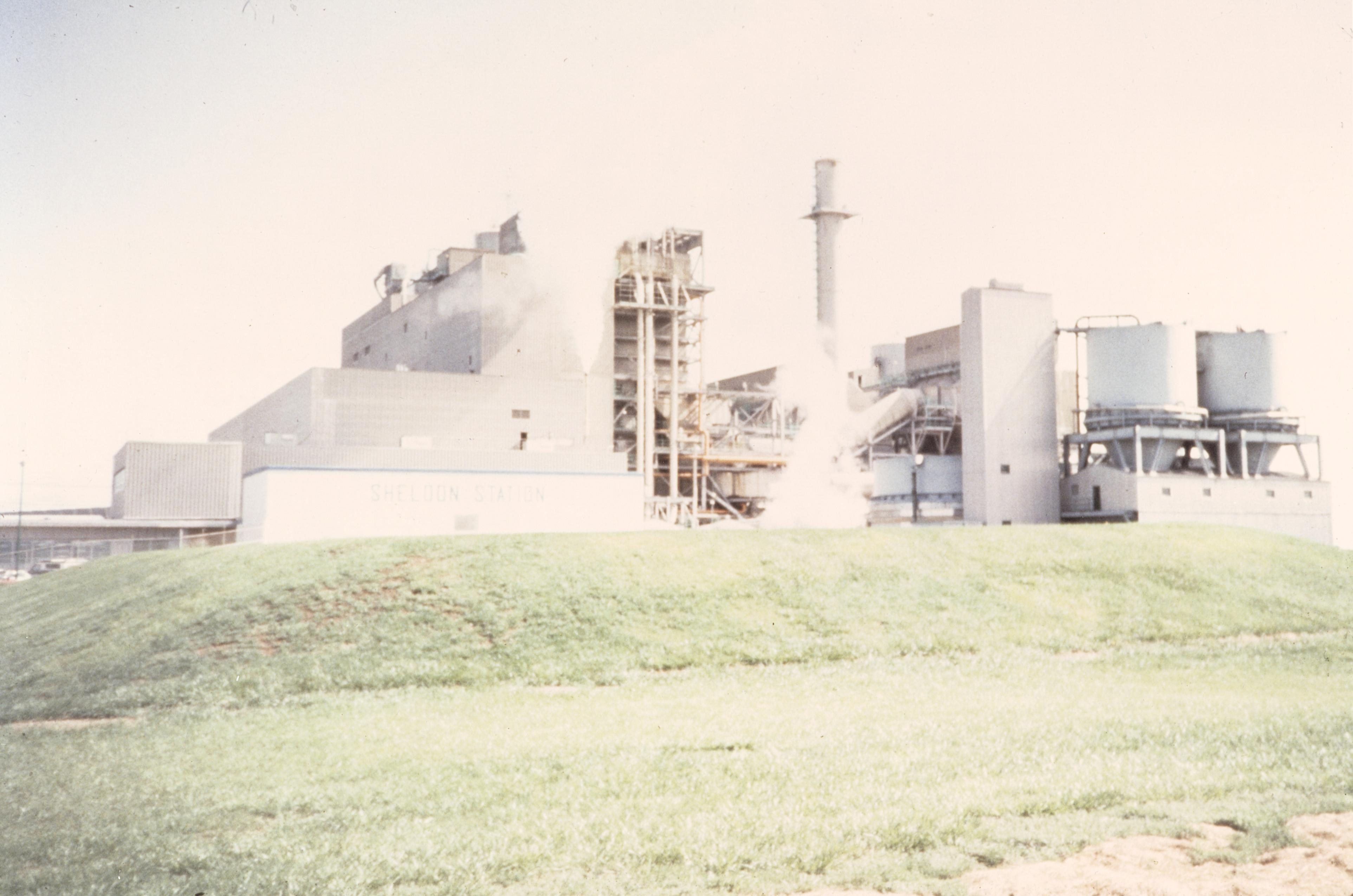
محطة هالام للطاقة النووية

محطة هالام للطاقة النووية هي محطة في ولاية نبراسكا عبارة عن مفاعل نووي بتبريد بالصوديوم يدار بواسطة الجرافيت يقع بالقرب من جنوب غرب لينكولن حوالي 25 ميل.

## نبذة
بدأ البناء في عام 1959 وتم تحقيق الأهمية الأولى في عام 1963 وتم تشغيل المفاعل الوحيد البالغ 75 ميجاوات من عام 1963 إلى عام 1964 وتم ايقاف التشغيل في عام 1969.

## الوقت الراهن
يحتوي الموقع حاليا على محطة للوقود الأحفوري تسمى بمحطة كهرباء شيلدون.